# Jules Denefve
Jules Denefve (Chimay, 1814 - Mons, 19 d'agost de 1877) fou un violoncel·lista, compositor, director d'orquestra i pedagog musical.
Estudià en el Conservatori de Brussel·les i tingué per mestres a Platel i a Fétis i després fou professor de violoncel i director de l'escola municipal de música de Mons.
Entre les seves nombroses obres cal citar les òperes Kettly, ou le retour en Suise (1838); L'Echevin Brassart (1845), i Marie de Brabant (1850), gran nombre de cantates, obertures, simfonies, cors, composicions per a banda i una missa de Rèquiem.